# Олимпија (ваздухопловна једрилица)
Олимпија оригинални немачки назив је једноседа ваздухопловна такмичарска једрилица уско повезана за спортска такмичења. Наиме ова једрилица је пројектована са циљем да буде стандардна једрилица за Олимпијске игре, како би се сви пилоти такмичари борили под истим условима.

## Пројектовање и развој
Након завршене Олимпијаде 1936. године планирано је да за наредну олимпијаду 1940. године Ваздухопловно једриличарство буде олимпијски спорт. Да би се то остварило било је неопходно стандардизовати једрилице како би сви пилоти једриличари имали исте услове такмичења. Међународна ваздухопловна организација FAI (Federation Aeronautique Internationale) је прописала да једрилица Стандард класе мора имати размах крила од 15m, тежину 160 kg, носивост од 95 kg и максималну брзину 200 km/h. Једрилица може имати аеродинамичке кочнице али не смеју имати закрилца и увлачећи стајни трап.
На основу ових захтева немачки ДФС (DFS-Deutsches Forschungsinstitut fur Segelflug) je 1937./1938. године радио на једном оваквом пројекту на чијем се челу налазио већ афирмисани пројектант инж. Ханс Јакобс. Олимпијски одбор за селекцију, који је заседао у Риму фебруара месеца 1939. године, од понуђених две немачке, једне пољске и две италијанске једрилице изабрао немачку Олимпију. Након тога ДФС је планове ове једрилице послао свим учесницима олимпијских игара како би могле да направе једрилице и припреме се за такмичење. Од свих земаља на основу ове документације једрилицу су направиле: Шведска, Мађарска, Швајцарска и Југославија. Остале земље су или већ биле у рату или у припремама за њега. До Олимпијских игара 1940. године у Токију није дошло јер је рат већ почео. То је уједно омело производњу и даљи развој једрилице Олимпија који је настављен тек након Другог светског рата.

### Технички опис
Олимпија је била једрилица дрвене конструкције. Труп јој је био елипсастог облика обложен оплатом од шпера. На кљуну је била смештена пилотска кабина са поклопцем од плексигласа из једног дела. Једрилица је била опремљена најосновнијим инструментима за дневно летење, а то су: варијометар, компас, висинометар, часовник, брзиномер и показивач нагиба. Једрилица је била опремљена са два резервоара укупне запремине од 40 литара воде којим је пилот могао да балансира укупну тежину летелице. Као стајни трап овој једрилици је служио метални или дрвени клизач причвршћен амортизерима од тврде гуме. На каснијим моделима је уграђиван фиксан гумени точак или у продужетку иза клизача или без клизача. На репу једрилице налазила се еластична дрљача.
Крила су била трапезастог облика са заобљеним крајевима а постављена на горњој ивици трупа тако да је летилица била класификована као висококрилни моноплан. Носећа конструкција крила је била дрвена са две рамењаче, са предње стране обложена дрвеном лепенком а задње ивице крила и управљачке површине пресвучене су импрегнираним платном. Аеропрофил крила, корен и средина је био Gö 549/676 а виткост 15. Крила су била опремљена аеродинамичким кочницама и са обе стране крила.
Конструкција хоризонталног и вертикалног стабилизатора као и кормила били су изведени као и крило.

### Варијанте једрилица
- DFS Olympia Meise - Оригинални поројект за Олимпијаду, производио се у Немачкој, Шведској, Холандији, Швајцарској, Мађарској, Аустрији, Бразилу и Југославији пре Другог светског рата
- Chilton Olympia 2 - Прототип направљен у Енглеској 1946. год. кад је Chilton Aircraft Ltd откупио документацију Олимпије.
- EoN Olympia - Производња кад је Elliotts откупио документацију од Chilton Aircraft Ltd[2]
- EoN Type 5 Olympia 1 - Олимпија са побољшаним клизачем
- EoN Type 5 Olympia 2 - Олимпија са фиксним точком као стајним трапом.
- EoN Type 5 Olympia 3 - Олимпија са модификованим стајним трапом.
- EoN Type 5 Olympia 4 - Олимпија са новим крилом аеропрофил NACA 643618 у корену и NACA 643421 при врху.
- Nord 2000 - Послератна производња у Француској.
- Zlin Z-25 Šohaj - Послератна производња у Чехословачкој.
- Cinke - Послератна производња у Мађарској.

## Карактеристике
Карактеристике наведене овде се односе на једрилицу Олимпија а према изворима
| Финеса      | 1 : 25,5 при брзини 69 km/h |
| Перформансе | - максимална брзина 220 km/h - минимална брзина 50 km/h - макс. брзина аеро вуче 100 km/h - макс. брзина на витлу 80 km/h - минимално пропадање 0,7 m/s при брзини 59 km/h |
| Димензије   | - размах крила 15m - дужина 7,27m - висина m - ширина 0,58m - површина крила 15m² - виткост 15 - аеропрофил крила Go 549 / Go 676 - макс. оптеречење крила; 17,00 kg/m²    |
| Маса        | - сопствена 160 kg - носивост 95 kg - полетна 255 kg - водени баланс; 40 lit                                                                                               |

## Оперативно коришћење
Једрилица Олимпија је била веома лагана и ефикасна, лако се њоме управљало и летело. Релативно једноставан дизајн, дрвена конструкција и једноставна и јефтина технологија израде омогућавала је производњу ових једрилица и у аероклубовима. Од када се појавила, она је једноставно постала стандард у пројектовању и градњи ваздухопловних једрилица. Када се овоме дода лако, једноставно и јефтино одржавање, није чудно што се ова једрилица масовно користила у периоду после другог светског рата. Једрилица се производила у Немачкој, Француској, Великој Британија, Холандији, Шведској, Швајцарској, Аустрији, Мађарској, Бразилу, Чехословачкој, Аустралији и Југославији а коришћена је у знатно већем броју земаља. Тачан број произведених примерака никада није тачно утврђен, само у Немачкој је произведено близу 1.000 комада ових једрилица. Ове једрилице су учествовале на бројним једриличарским такмичењима широм света а кад су их превазишле модерније једрилице направљене од лакших а чвршћих материјала оне служе за тренажу једриличара.
Прва једрилица овог типа у Краљевини Југославији је регистрована септембра месеца 1940. године са бројем YU-KCU власништво Боре Ивковића из Београда. Претпоставља се да је ова једрилица направљена као самоградња у Академском Аероклубу из Београда. Летела је до 1947. године када је уништена у удесу. После рата направљене су још три једрилице овог типа и имале су регистрационе бројеве YU-4104, YU-4105, YU-4106.
Известан, и не тако мали број ових једрилица, и дан данас лети небом широм Европе.

## Сачувани примерци
Једрилица Олимпија (D.F.S./70 Олимпија) регистарски број YU-4106, Серијски № 33 чува се у депоу Музеја ваздухопловства на аеродрому "Никола Тесла" у Београду. У већини европских музеја ваздухопловства налазе се сачувани примерци ове једрилице. Једна једрилица Олимпија се налази у Постојини потпуно је рестаурирана и налази је у летном стању.

## Земље у којим се производила ова једрилица
| - Југославија - Словенија - Немачка - Аустрија - Бразил - Велика Британија - Француска | - Шведска - Чехословачка - Мађарска - Холандија - Швајцарска - Шпанија |